# Initialisering
Initialisering är ett lånord från det engelska ordet initiali(s/z)ation och betyder "en process att förbereda något för start", främst avseende datortillämpningar.
I ett datorprogram så avser man med initialisering den del av programmet där man sätter initialvärden (startvärden) till variabler etc. I exekveringen av ett datorprogrammet avses inladdning av programmet och de data/databaser mm programmet behöver. För en dator eller datorbaserad apparat avses bootning, uppstart av hårdvara och operativsystem och de program, databaser och uppkopplingar som skall vara igång från början.
Tex så används begreppet initialisering för den process när en GPS-Rover har en flytlösning (meternoggrannhet) och håller på att beräkna en fixlösning (centimeternoggrannhet). Lång initialiseringstid beror antingen på atmosfäriska störningar eller flervägsmätning.